# Caetano Veloso passeia pelo Leblon e estaciona o carro
Caetano Veloso passeia pelo Leblon e estaciona o carro é uma nota jornalística, publicada no site Terra no dia 10 de março de 2011 pela jornalista Elisangela Roxo. A matéria virou um meme um ano após a sua publicação por fãs do cantor Caetano Veloso, e continuou a viralizar nos anos seguintes de sua publicação.

## Contexto
O cantor e compositor baiano havia estacionado seu carro para ir à terapia. Enquanto atravessava a rua, foi flagrado pelo fotógrafo Fausto Candelária, que trabalhava na agência AgNews. Em seu perfil no Twitter, o jornalista Gabriel Perline, que na época trabalhava na editoria de Diversão do portal Terra, revelou como essa foto virou nota: "Foi encomenda de uma chefia despreparada e pouco preocupada com qualidade. O objetivo era gerar páginas na web e, consequentemente, cliques".

## Autora da nota
Após dez anos de sua publicação, a jornalista Elisangela Roxo publicou uma matéria na revista Piauí, com o título "Eu existo!". Antes da publicação na Piauí, a autoria da nota era desconhecida. Elisangela explica que fora contratada para ser redatora júnior no site Terra por um período de dois meses na editoria de Diversão do site. No dia 10 de março de 2011, a jornalista havia recebido material da agência de paparazzi AgNews, com fotos de Caetano Veloso no Leblon. Eventualmente, ela decidiu publicar a nota.

## Impacto cultural

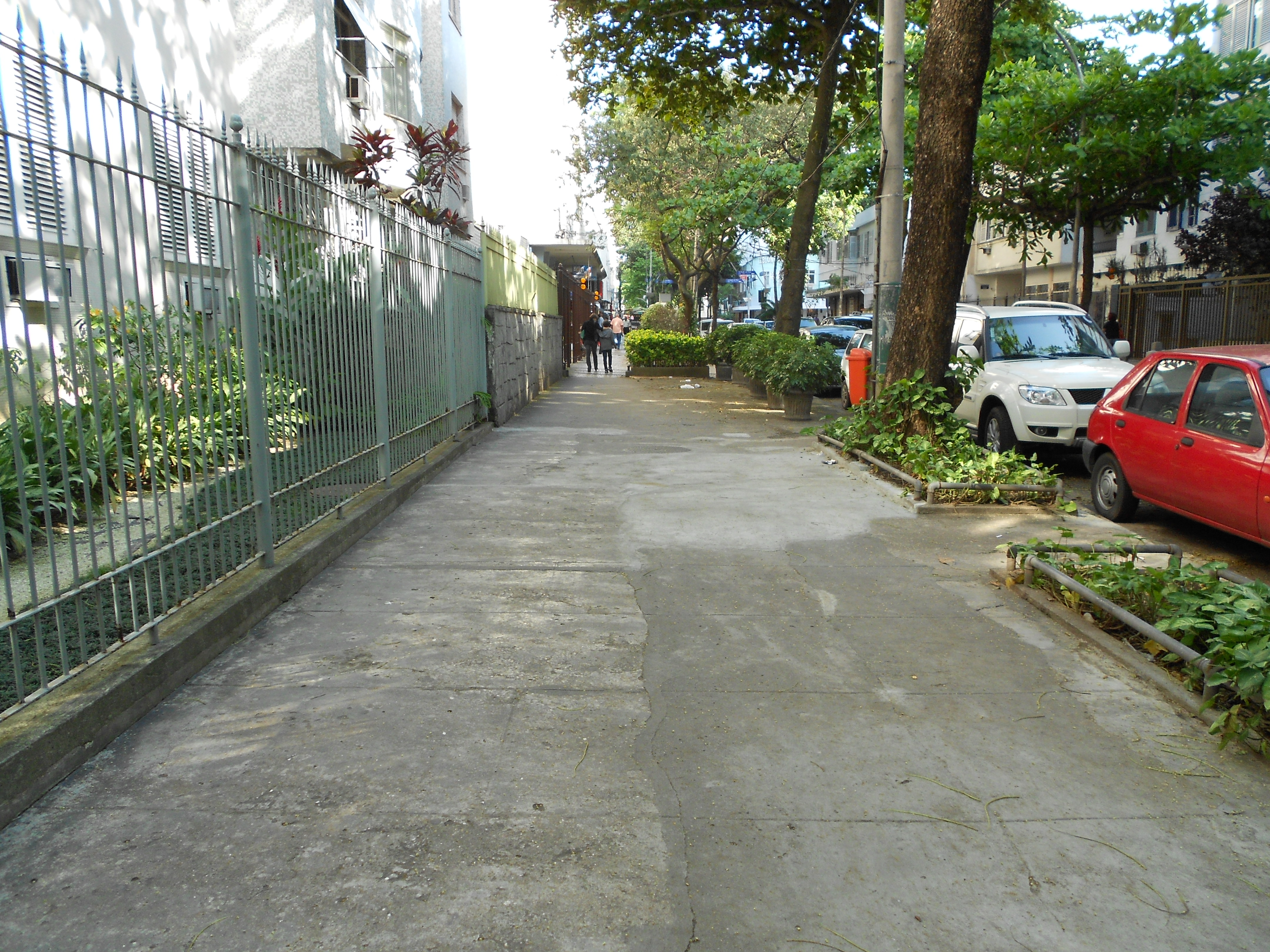
Rua Cupertino Durão, no Leblon. Foi em uma das ruas deste bairro do Rio de Janeiro que Caetano estacionou seu carro e virou meme de internet.

De acordo com Renato Molkano, que era editor da editoria de Diversão do site Terra na época da publicação, a nota se tornou um meme 1 ano após a sua publicação. Desde então, vários memes são feitos em redes sociais sobre o acontecimento. O próprio Veloso satirizou a nota, usando-a para inaugurar sua entrada na rede social TikTok.
Em 2015, a ONG TECHO fez uma campanha de arrecadação de fundos, com fotos ironizando notas de paparazzi, como as da nota publicada no site Terra.
Em 2016, Caetano Veloso, que estava sendo entrevistado junto com Gilberto Gil, associou a nota à sua canção "Menino do Rio".
Em 2017, a nota foi satirizada pelo canal Porta dos Fundos, com o vídeo intitulado "Caetano".
Em 2018, inspirou um samba de André Mussalem.
Em 2021, a Ilustrada, caderno cultural do jornal Folha de S.Paulo, publicou matéria de capa intitulada "Faz dez anos que Caetano estacionou no Leblon, e com ele a carreira dos paparazzi", citando a notícia no portal Terra como um marco da época em que o chamado "jornalismo de celebridades" atraía cliques e pageviews em portais. Paula Lavigne, companheira de Caetano, comenta na reportagem que esse tipo de jornalismo perdeu relevância à medida em que artistas passaram a compartilhar seu cotidiano em seus perfis pessoais em redes sociais: "Antes, existia uma demanda do público de ver celebrities e tal. Hoje, muita gente se posta. Acho que enfraqueceu a função".
O podcast Expresso Ilustrada também repercutiu os 10 anos da notícia. No episódio sobre o meme com Caetano, o consultor de comunicação Alexandre Inagaki observa que, com o advento e ascensão das redes sociais, hoje qualquer pessoa, seja ela famosa ou não, acaba "bigbrotherizando" sua própria vida em vez de depender de fotos tiradas por terceiros para chamar atenção.
Nos dez anos da publicação da nota, o prefeito do Rio de Janeiro, Eduardo Paes, mencionou em rede social que poderia erguer uma estátua para Caetano Veloso pelo "fato relevante e extraordinário".
O meme é citado no livro Os 198 Maiores Memes Brasileiros que Você Respeita, de Kleyson Barbosa.
Em novembro de 2024, o grupo humorístico Choque de Cultura, em seu podcast "Ambiente de Música", citou o meme no episódio "Caetano Veloso e Furioso".